# Submarine
Submarine ((bra: Submarine; prt: Submarino) é um filme britano-americano de 2010, do gênero comédia dramática, dirigido e escrito por Richard Ayoade, baseado no romance homônimo de Joe Dunthorne.
Teve em seus papéis principais Craig Roberts, Yasmin Paige, Noah Taylor, Paddy Considine e Sally Hawkins.

## Elenco
- Craig Roberts - Oliver Tate
- Yasmin Paige - Jordana Bevan
- Sally Hawkins - Jill Tate
- Noah Taylor - Lloyd Tate
- Paddy Considine - Graham Purvis